# Johan Ludvig Bogislaus von Greiff
Johan Ludvig Bogislaus von Greiff, född 30 januari 1757 på Gillberga, död 24 december 1828 i Stockholm, var en svensk riksdagsman, militär, hovjägmästare, godsägare och tecknare.

## Biografi
von Greiff blev student vid Uppsala universitet 1769 och volontär vid livregementet till häst 1769. Han blev sekundkorpral vid Norra skånska kavalleriregementet 1770 och fältväbel vid Bohusläns dragonregemente 1773 samt kornett där 1774. Han blev löjtnant 1776 och kapten i armén 1783. Han överfördes till Livregementet till häst samma år och blev stabslöjtnant där 1786. Han blev ryttmästare i regementet 1789 och vid regementets delning 1791 placerades han på Livregementsbrigadens dragonkår. Han fick avsked som ryttmästare 1794, med tillstånd att kvarstå i armén samt avsked ur krigstjänsten 1808. Han utnämndes till hovjägmästares namn, heder och värdighet 1803. Han var anställd hos före detta konungen vid Drottningholm och Gripsholm 1809. Han blev Riddare av Svärdsorden 1809 och tillförordnad överjägmästare i Stockholms län 1812 samt överjägmästare i Uppsala län 1813 som han begärde avsked från 1820. Han var överadjutant under norska fälttåget och fick överstes n.h.o.v. 1814 samt förste hovjägmästares n.h.o.v. 1826. 
von Greiff ägde och drev Gillberga säteri och Västjädra gård i Dingtuna socken och tillsammans med sin hustru tog han över Åbylunds säteri från sin svärfar 1791. Som militär deltog han i det Finska kriget 1788–1790 samt kriget i Norge 1814. Han medverkade 1808–1809 i Jacob Cederströms konspirationer mot Gustav IV Adolf och övermannade kungen vid statskuppen den 13 mars 1809 då kungen flydde över Stockholms slotts borggård och med hjälp av Johan Georg De la Grange återförde konungen till det inre av slottet. Han tillhörde den grupp som eskorterade kungen till Gripsholm efter kuppen. Denna händelse har han skildrat dels i en några veckor senare nedtecknad berättelse, varav olika varianter publicerats, dels i en först 1827 avslutad utförligare men otillförlitligare relation, som också blivit tryckt; den trycktes senare i bland annat i S. Clason & C. af Petersens För hundra år sedan (1909).
von Greiff gjorde sig även bemärkt som grundare av en av de politiska klubbar, som nu tillkom i Stockholm. Vid 1809 års riksdag föreslog han allmän värnplikt och han varnade för att lämna allmänningar och kronoskogar till enskildas fria disposition. Vid samma riksdag talade han för prinsens av Augustenborg val till tronföljare. Hans anförande var långt och illa framfört och tolererades endast av hänsyn till hans insats vid statskuppen. Det har anförts att han behärskade tre passioner: för jakt, lantbruk och hasardspel. Tvärtemot vanligheten lär han vunnit på spelet. Det han förlorade på lantbruket, återhämtade han via sitt spelande.
Han var son till kaptenen Gustaf Johan von Greiff (1718–1787) och Catharina Lovisa von Poll (1721–1784), dotter till livdrabanten Carl Ludvig von Poll samt gift 1787 med Maria Margareta Pomp (1766–1806), som var dotter till Zacharias Pomp. Paret fick fem barn, varav dottern Maria Lovisa von Greiff gifte sig med Carl Ulric von Hauswolff och sonen Carl Sigismund Fromhold (1793–1870) utvandrade till Sydamerika 1825.